# Редстон (Колорадо)
Редстон (енгл. Redstone) насељено је место без административног статуса у америчкој савезној држави Колорадо.

## Демографија
По попису из 2010. године број становника је 130.
| Група             | 2000.    | 2010.       |
| Белци             | 0 (0,0%) | 118 (90,8%) |
| Афроамериканци    | 0 (0,0%) | 1 (0,8%)    |
| Азијати           | 0 (0,0%) | 4 (3,1%)    |
| Хиспаноамериканци | 0 (0,0%) | 6 (4,6%)    |
| Укупно            | 0        | 130         |